# Wirgin

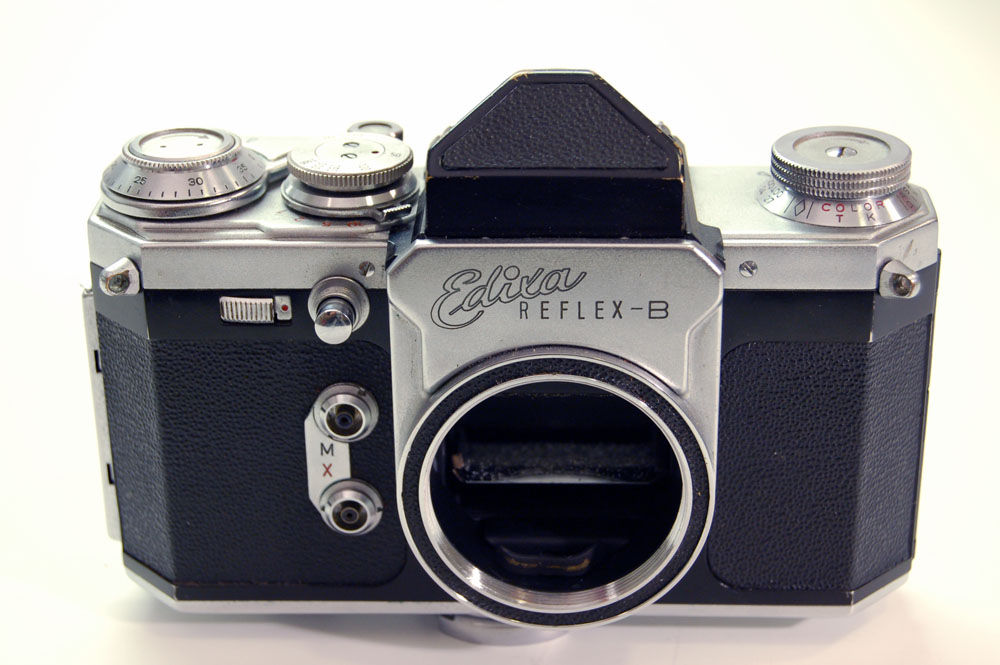
Boîtier Edixa Reflex-B.

Wirgin était une société allemande spécialisée dans la fabrication d'appareils photographiques.

## Histoire
Wirgin a été créée en 1924 à Wiesbaden par quatre frères (Heinrich, Wolf, Max et Joseph Wirgin). De confession juive, ils durent vendre leur usine et quitter l'Allemagne en 1938. À la fin de la guerre, Heinrich revint seul à Wiesbaden et racheta son usine. Il reprit la fabrication d'appareils photos, et ce, jusqu'à sa retraite en 1968. L'usine fut alors reprise par un industriel allemand qui modifia la raison sociale de Wirgin en Edixa GmbH, du nom d'un modèle fabriqué par Wirgin. Edixa GmbH déposa le bilan en 1972.

## Modèles fabriqués

### Format 127
- Gewirette

### Format 135 (35 mm)
- Edinex
- Edina
- Edixa
- Edixa Reflex
- Edixa Standard
- Edixa Mat
- Edixa Kadett
- Edixa Prismat et Prismaflex
- Edixa Rex
- Edixa Electronica